# MTV Day 1998
L'MTV Day 1998 si tenne a Bologna, dall'Arena Parco Nord il 18 settembre 1998. L'intera manifestazione andò in onda in diretta da MTV a partire dalle 15:00 fino alla fine della giornata.

## L'evento
L'MTV Day nasce il 18 settembre 1998, con l'idea di festeggiare un anno di grandi successi di MTV Italia organizzando un concerto gratuito con gli artisti italiani emergenti che nei passati 12 mesi hanno contribuito alla crescita della rete. L'evento prosegue idealmente l'esperimento dell'anno precedente, quando il 20 settembre a Reggio nell'Emilia su un palco esterno all'area del concerto degli U2, MTV organizzò un concerto con alcune band emergenti italiane, Subsonica, Afterhours, 99 Posse, Elisa,  Blindosbarra, Sottotono e Meathead.

## Artisti
- 99 Posse
- Blindosbarra
- Bluvertigo
- Elisa
- Marlene Kuntz
- Mau Mau
- Neffa
- Prozac+
- Üstmamò